# Eriborus braccatus
Eriborus braccatus är en stekelart som först beskrevs av Gmelin 1790.  Eriborus braccatus ingår i släktet Eriborus och familjen brokparasitsteklar. Inga underarter finns listade i Catalogue of Life.